# Małe Łąki
Małe Łąki – wieś w Polsce położona w województwie mazowieckim, w powiecie żyrardowskim, w gminie Puszcza Mariańska.
W latach 1975–1998 miejscowość należała administracyjnie do województwa skierniewickiego.